# Agne Boklund
Agne Sigurd Boklund, född den 29 september 1904 Malmö Sankt Pauli församling, död den 6 augusti 1949 i Katarina församling i Stockholm, var en svensk fotbollsmålvakt.
Boklund inledde sin spelarkarriär i MBI. Han värvades till IFK Malmö 1923. Boklund utvandrade till Brasilien vid årsskiftet 1923–1924 där han representerade Santos FC under tre säsonger. År 1927 återvände han till Sverige och IFK Malmö och spelade där sju säsonger till och med 1933. Agne Boklund är begravd på Sankt Pauli södra kyrkogård i Malmö.